# Сільвіана Аґасінскі
Сільвіана Аґасінскі (фр. Sylviane Agacinski ; нар. 4 травня 1945, Над) — французька філософиня, член Французької академії з 2023 року.

## Біографія
Народилася 4 травня 1945 року, дочка інженера Анрі Аґасінскі та співробітниці торгової компанії Раймонди Лежен, сестра акторки Софі Аґасінскі. Вивчала філософію в Ліонському університеті.
Прослухала в університеті курс Жиля Дельоза, разом із Жаком Дерріда брала участь у заснуванні та управлінні Міжнародним філософським колежем.
Відома насамперед своєю монографією Politique des sexes (Статева політика), в якій розмірковувала про відмінності статей. За час своєї наукової активності викликала полеміку серед лівих однодумців через вороже ставлення до штучного запліднення (PMA) для всіх жінок та сурогатного материнства (GPA).
1 червня 2023 обрана до Французької академії — отримала 13 голосів з 23 і зайняла крісло 19, що залишалося вакантним після смерті Жан-Лу Дабаді.

## Особисте життя
Підтримувала близькі стосунки з філософом Жаком Дерріда, у 1984 році у них народився син, якого Аґасінскі виховувала сама. У 1994 році вийшла заміж за Ліонеля Жоспена — визначного соціаліста, який згодом став прем'єр-міністром Франції. З майбутнім чоловіком вони познайомилися 11 років раніше на весіллі сестри.

## Книги
- Aparté. Conceptions et morts de Søren Kierkegaard, Aubier, 1978 / Translated with introduction by Kevin Newmark: Aparté, Conceptions and deaths of Sören Kierkegaard, University Presses of Florida, 1988. /
- Critique de l'égocentrisme. La question de l'Autre, Galilée, 1994
- Volume. Philosophie et politique de l'architecture, Galilée, 1996
- Politique des sexes Mixité et parité, Seuil, La Librairie du XXe siècle, 1998. / coll. Points, Essais, 2002. / Translated by Lisa Walsh: Parity of the sexes, Columbia University Press, New York, 2001.
- Le Passeur de temps. Modernité et nostalgie, Seuil, La Librairie du XXe siècle, 2000/ Перекладається на Jody Gladding: Time Passing, Modernity and Nostalgia, Columbia University Press, 2003.
- Journal interrompu, 25 janvier-25 mai 2002, Seuil, 2002
- Metaphysique des sexes. Masculin/féminin aux sources du christianisme, éd. Le Seuil, 2005. Coll. Points, Essais, Seuil, 2007 (ISBN 2-7578-0288-7)
- Engagements, Seuil, 2007
- Drame des sexes. Ibsen, Strindberg, Bergman, Seuil, coll. Librairie du XXIe siècle, 2008
- Corps en miettes, éd. Flammarion, 2009.
- Femmes entre sexe et genre, Seuil, 2012.
- Le tiers-corps: Reflexions sur le don d'organes, Paris, Seuil, 2018, 240 p. (ISBN 978-2-02-139359-0)15.
- L'homme désincarné. Du corps charnel au corps fabriqué, Gallimard, coll. Tracts, 2019. / Traduction italien par Giorgia Visentin, L'uomo disincarnato, Neri Pozza Editore, Vicenza 2020.
- Face à une guerre sainte, Librairie du XXIe siècle, 2022.